# Antonio David Jiménez
Antonio David Jiménez (né le 18 février 1977 à Séville) est un athlète espagnol spécialiste du 3000 mètres steeple. Il a également obtenu quelques succès sur 3000 mètres et en cross-country.

## Palmarès

### Championnats d'Europe d'athlétisme
- Championnats d'Europe d'athlétisme 2002 à Munich, Allemagne
  -  Médaille d'or sur 3000 m steeple

### Championnats d'Europe d'athlétisme en salle
- Championnats d'Europe d'athlétisme en salle 2002 à Vienne, Autriche
  -  Médaille d'argent sur 3000 m

### Championnats d'Europe de cross-country
- Championnats d'Europe de cross-country 2001 à Thoune, Suisse
  -  Médaille de bronze du cross long